# Ratarska šuma
Ratarska šuma ili Ratarna je šuma u Križevcima.
Dobila je ime po ratarskim površinama oko nje u vlasništvu Srednje gospodarske škole Križevci. U prošlosti je bila u vlasništvu Gospodarskog i šumarskog zemaljskog zavoda u Križevcima (oko 110 hektara). Dio šume od 11 hektara predano je nekadašnjoj radnoj organizaciji "Vinoprodukt" za prenamjenu u vinograde, koji još postoje. 
Šuma je raznolika po starosti i glavnim vrstama drveća. Njome gospodari Šumarija Križevci u sklopu "Hrvatskih šuma". Predvladava srednjodobna šuma hrasta lužnjaka s primjesom običnoga graba. Od ostalih vrsta pridolaze: obična bukva, lipa, divlja trešnja, javor klen i dr. U nižim dijelovima raste crna joha. U primjesama mjestimice ima ariša, koji je sađen, dobre kakvoće, visok i ravan. U sloju grmlja rastu: bazga, lijeska, svib i dr.
Ratarska šuma je kolijevka atletike u Križevcima s prirodnom atletskom stazom Atletskog kluba Križevci. Tu je trenirao i peterostruki hrvatski olimpijac Branko Zorko.
U sredini šume nalazi se skladište oružja i minsko-eksplozivnih sredstava Široko Brezje ograđeno visokom bodljikavom žicom i pod zaštitom vojnika Hrvatske vojske. Oslobađanje vojarne "Kalnik" u Križevcima, te skladišta oružja i streljiva u Širokom Brezju u rujnu 1991., među prvima u 32. varaždinskom korpusu, bilo je važno jer je iz Križevaca odaslano oružje i streljivo s kojim su oslobađane vojarne i skladišta na području navedenog korpusa, ali i naoružavale se neke druge postrojbe i područja u Hrvatskoj.